# A Very Powerful Voice
A Very Powerful Voice è un cortometraggio muto del 1911 diretto da Lewin Fitzhamon.

## Trama
La potente voce di un cantante fa andare all'indietro un autobus che distrugge lo studio di registrazione.

## Produzione
Il film fu prodotto dalla Hepworth.

## Distribuzione
Distribuito dalla Hepworth, il film - un cortometraggio di 122 metri - uscì nelle sale cinematografiche britanniche nell'agosto 1911.
Si conoscono pochi dati del film che, prodotto dalla Hepworth, fu distrutto nel 1924 dallo stesso produttore, Cecil M. Hepworth. Fallito, in gravissime difficoltà finanziarie, il produttore pensò in questo modo di poter almeno recuperare il nitrato d'argento della pellicola.